# 皮薩里夫卡 (舊康斯坦丁諾夫區)
49°50′7″N 27°19′50″E / 49.83528°N 27.33056°E
皮薩里夫卡（烏克蘭語：Писарівка）是位於烏克蘭西部的村莊，由赫梅利尼茨基州裡赫梅利尼茨基區的舊康斯坦丁尼夫市鎮負責管轄。該村面積0.698平方公里，海拔高度303米，2001年人口161。